# Bryan Callen
Bryan Callen (Manila, 26 de janeiro de 1967) é um ator e comediante americano. Bryan é conhecido por ser o original de um elenco de comediantes da série MADtv.

## Biografia
Bryan nasceu em Nova Iorque. Seu pai, Randy Callen, deixou sua mãe, Toni McBrier, quando descobriu que ela estava grávida. Sua mãe cuidou sozinha dele e de sua meia-irmã Kelsey no sul de Nova Iorque. Bryan tem ascendência de escoscês, irlandês e americano nativo.
Após graduar na Morris High School em 1985, frequentou a American University com uma bolsa. Formou-se em teatro. Em 1993, mudou-se para Los Angeles onde foi descoberto por um clube de comediantes à procura de talentos para a mais nova série MADtv. Atualmente reside na Califórnia.
Já apareceu nas séries Entourage, NewsRadio, Oz, Frasier, Suddenly Susan, NYPD Blue, Law & Order: Special Victims Unit, CSI, Sex & the City, 7th Heaven, Rude Awakening, Less Than Perfect, King of Queens, Stacked, Las Vegas, e Reba. Mais recentemente, estrelou em How I Met Your Mother e fez uma participação no seriado de tv da Disney I'm in the Band(Uma Banda Lá em Casa) como o Ex-Guitarrista "Bleed".

## Filmografia
- Mail Bonding (1995)... Poet
- Driven to Drink (1998) ... Bartender
- Run Ronnie Run (2002) ... Agente Hollywood
- Live From Baghdad (2002)
- Deliver Us From Eva (2003)... Theo Wilson
- Bad Santa (2003)
- The Goldfish (2003)... Duncan Poole
- Old School (2003)... Avi
- D-WAR (2005)... Dr. Austin
- Scary Movie 4 (2006)... Assessor do presidente
- Get Smart's Bruce and Lloyd: Out of Control (2008)... Howard
- The Secret Life of the American Teenager (2009-)... Bob Underwood
- The Hangover (2009)... Eddie Palermo
- O Virgem de 41 Anos (2010)... Andy
- The Hangover: Part II (2011)... Samir